# Oecleus tenella
Oecleus tenella är en insektsart som beskrevs av Fowler 1904. Oecleus tenella ingår i släktet Oecleus och familjen kilstritar. Inga underarter finns listade i Catalogue of Life.